# صاصل صخري
صاصل صخري (الاسم العلمي: Ornithogalum rupestre) هو نوع نباتي يتبع جنس الصاصل من فصيلة الهليونية.